# NK Interblock
Nogometni Klub Interblock – słoweński klub piłkarski z siedzibą w Lublanie, grający w pierwszej lidze słoweńskiej.

## Historia
Klub został założony w 1975 roku jako NF Factor Lublana. W 2006 roku przemianowano go na Interblock Lublana i wywalczył wówczas awans do pierwszej ligi słoweńskiej. Kolejny sukces osiągnął w 2008 roku, gdy zdobył Puchar Słowenii, dzięki zwycięstwu 2:1 w finale nad NK Maribor. W tym samym roku sięgnął także po Superpuchar Słowenii. W 2009 roku drugi raz z rzędu został zdobywcą krajowego pucharu - w finale pokonał 2:1 NK Koper.

## Sukcesy
- Puchar Słowenii: 2008, 2009
- Superpuchar Słowenii: 2008

## Europejskie puchary
Legenda do wszystkich tabel:
- Q – runda eliminacyjna, 1/16, 1/8, 1/4, 1/2 – odpowiednia faza rozgrywek, Grupa – runda grupowa, 1r gr – pierwsza runda grupowa, 2r gr – druga runda grupowa, F – finał, R – runda, PO – play-off
- k. – rzuty karne, los. – losowanie, Dogr. – dogrywka, w. – zasada bramek strzelonych na wyjeździe

| Sezon   | Rozgrywki   | Runda | Przeciwnik       | Dom | Wyjazd | Ogólnie |
| ------- | ----------- | ----- | ---------------- | --- | ------ | ------- |
| 2008/09 | Puchar UEFA | 1Q    | FK Zeta          | 1–0 | 1–1    | 2–1     |
| 2008/09 | Puchar UEFA | 2Q    | Hertha BSC       | 0–2 | 0–1    | 0–3     |
| 2009/10 | Liga Europy | 3Q    | Metałurh Donieck | 0–3 | 0–2    | 0–5     |